# Hilton Armstrong
Hilton Julius Armstrong Jr. (ur. 11 listopada 1984 w Peekskill) – amerykański koszykarz grający na pozycji środkowego, obecnie zawodnik Nagoya Diamond Dolphins.

## NCAA
Po zakończeniu szkoły Peekskill High School, Armstrong powoli rozpoczął grę w college’u, notując średnio poniżej 4 punktów na mecz w każdym z trzech pierwszych sezonów w barwach Huskies. W ostatnim, czwartym roku zanotował zdecydowany postęp, podciągając średnie do 9,7 punktu, 6,6 zbiórki i 3,1 bloku na mecz. Do tego trafiał aż 61% rzutów z gry. Dzięki tak dobrej grze został wybrany najlepszym obrońcą konferencji Big East w sezonie 2005/06.

## NBA

### New Orleans Hornets
28 czerwca 2006 został wybrany z 12. numerem w drafcie przez New Orleans Hornets. W momencie wyboru był typowany na zawodnika, który będzie grał w wyjściowym składzie. Wkrótce jednak Hornets dokonali transferu, pozyskując Tysona Chandlera. To on zaczął grać w pierwszej piątce, a Armstrongowi przypadła rola dalekiego rezerwowego. Dopiero w sezonie 2008/09, gdy Chandler doznał poważnej kontuzji, która ograniczyła jego występy do zaledwie 45, Armstrong dostał szansę. 29 razy zagrał w pierwszym składzie, ale jego zdobycze były dalekie od tych, które osiągał Chandler. Z tego też powodu w połowie sezonu 2009/10 został wymieniony do Sacramento Kings w zamian za gotówkę i wybór w drugiej rundzie draftu 2016 roku. Ten ruch pozwolił też drużynie uniknąć płacenia podatku od przekroczenia ustalonego progu wynagrodzeń. Przez trzy i pół sezonu w barwach Hornets rozegrał 209 meczów, notując średnio 3,6 punktu i 2,7 zbiórki na mecz.

### Sacramento Kings
W barwach Kings rozegrał zaledwie 6 spotkań, za każdym razem wychodząc do gry jako rezerwowy. Notował w tym czasie 1,7 punktu i 2,3 zbiórki na mecz. 18 lutego 2010 został wymieniony do Houston Rockets w wymianie, w której wzięli udział jeszcze Hornets i New York Knicks. Najważniejszymi zawodnikami tego transferu byli Kevin Martin i Tracy McGrady. Łącznie w transferze uczestniczyło aż 9 zawodników.

### Houston Rockets
W barwach Rockets również się nie nagrał. Wystąpił w zaledwie 9 meczach, w których zgromadził łącznie 40 minut. Notował w tym czasie średnio 1,1 punktu i 0,7 zbiórki na mecz.

### Washington Wizards
13 lipca Wizards ogłosili podpisanie z nim rocznego kontraktu. W ich barwach spędził pół sezonu, rozgrywając 41 meczów, z czego 2 razy wystąpił w pierwszej piątce. Grał średnio po 10 minut na mecz, notując w tym czasie 1,9 punktu i 2,8 zbiórki na mecz. 23 lutego 2011 został wymieniony do Atlanta Hawks razem z Kirkiem Hinrichem w zamian za Mike’a Bibby’ego, Jordana Crawforda i Maurice’a Evansa.

### Atlanta Hawks
W barwach Hawks wystąpił w zaledwie 12 meczach sezonu regularnego. Notował w tym czasie średnio 1,3 punktu i 1,4 zbiórki na mecz. Wystąpił też w 8 meczach fazy play-off, grając głównie przeciwko Orlando Magic jako jeden z zawodników, który może popełniać faule na Dwightcie Howardzie. Po sezonie kontrakt z nim nie został przedłużony.

### Golden State Warriors
W obliczu kontuzji, które w trakcie sezonu pojawiały się w kadrze Golden State Warriors, zespół ten pierwszy raz 11 grudnia ściągnął z NBDL Armstronga na 10-dniowy kontrakt. Po rozegraniu 7 spotkań, 29 grudnia został zwolniony z kontraktu. W styczniu wrócił do Santa Cruz Warriors. 22 lutego Warriors kolejny raz się po niego zgłosili, podpisując kolejny 10-dniowy kontrakt. Tym razem zagrał tylko w 1 meczu, przez niespełna 7 minut i 4 marca ponownie jego umowa została rozwiązana. Trzecie i ostatnie podejście do NBA nastąpiło 30 marca. Podpisał wtedy kolejny 10-dniowy kontrakt, który 9 kwietnia został zamieniony na umowę do końca rozgrywek. Łącznie rozegrał w ich barwach 15 meczów sezonu regularnego, notując w nich 1,7 punktu i 3,1 zbiórki na mecz. Wystąpił również we wszystkich 7 meczach play-offs przeciwko Los Angeles Clippers.

## Poza NBA

### ASVEL Basket
30 czerwca podpisał kontrakt z francuskim zespołem ASVEL Basket. Był podstawowym zawodnikiem drużyny, grając w aż 42 meczach. Średnio w każdym meczu spędzał na boisku po 25 minut. Notował w tym czasie 10,8 punktu, 6,8 zbiórki i 1,0 bloku na mecz. Zespół występował w rozgrywkach Eurocup. W lidze drużynie nie szło i zajęła dopiero 12. miejsce w tabeli i nie zakwalifikowali się do rozgrywek europejskich.

### Panathinaikos
Pod koniec sierpnia 2012 roku Armstrong związał się kontraktem z greckim zespołem, Panathinaikos. Zagrał dla nich tylko 4 mecze ligowe i 6 spotkań w Eurolidze, po czym jego umowa została rozwiązana.

### Santa Cruz Warriors
Na angaż w nowym klubie czekał ponad miesiąc. 18 stycznia 2013 roku związał się umową z Santa Cruz Warriors, występującymi w NBDL. W ich barwach rozegrał 35 meczów, notując średnio 12,9 punktu, 6,6 zbiórki i 2,3 bloku na mecz. Dzięki temu został wybrany do drugiej piątki najlepszych obrońców całej ligi.

### Changan Group Guangdong
W maju 2013 na zakończenie sezonu zdecydował się na transfer do chińskiej drugiej ligi. Podpisał umowę na jedne rozgrywki w barwach Changan Group Guangdong, gdzie był pierwszoplanową postacią. Grał średnio ponad 42 minuty na mecz, notując w tym czasie 20,4 punktu, 11,3 zbiórki i 2,6 bloku na mecz.

### Santa Cruz Warriors
27 września 2013 podpisał kontrakt z Indiana Pacers na czas obozu przygotowawczego do sezonu. Przed sezonem został jednak zwolniony z umowy i został wolnym agentem. W listopadzie 2013 zdecydował się przyjąć ofertę Santa Cruz Warriors i wrócił do ligi NBDL. Po rozegraniu zaledwie 6 spotkań, został powołany do NBA przez Golden State Warriors. Do Santa Cruz wrócił 3 stycznia 2014 roku. 3 lutego 2014 został wybrany do gry w meczu gwiazd ligi NBDL. 22 lutego kolejny raz został powołany do NBA, by po 10 dniach wrócić do Santa Cruz. 30 marca ostatecznie przeniósł się do Golden State, gdzie grał już do końca sezonu. Łącznie wystąpił w 32 meczach w barwach Santa Cruz Warriors, notując średnio 12,0 punktu, 7,4 zbiórki i 1,8 bloku na mecz.

### Beşiktaş JK
6 sierpnia 2014 podpisał roczną umowę z tureckim Besiktasem Stambuł.
27 lipca 2017 został zawodnikiem japońskiego Ryukyu Golden Kings Okinawa.

## Osiągnięcia
Stan na 28 lipca 2017, na podstawie, o ile nie zaznaczono inaczej.
NCAA
- Mistrz:
  - NCAA (2004)
  - turnieju konferencji Big East (2004)
  - sezonu regularnego Big East (2003, 2005, 2006)
- Uczestnik:
  - rozgrywek Elite Eight turnieju NCAA (2004, 2006)
  - rozgrywek Sweet Sixteen turnieju NCAA (2003, 2004, 2006)
  - II rundy turnieju NCAA (2003–2006)
- Obrońca roku Big East (2006)[23]
- Zaliczony do:
  - I składu turnieju Maui Invitational (2006)
  - II składu Big East (2006)

Indywidualne
(* – nagrody przyznane przez portal eurobasket.com)
- Obrońca roku ligi tureckiej (2016)*[21]
- Najlepszy środkowy ligi tureckiej (2016)*[21]
- MVP 4 kolejki TOP 16 EuroCup (2011/12)
- Zaliczony do:
  - I składu tureckiej ligi TBL (2016)*[21]
  - II składu:
    - D-League (2014)
    - defensywnego D-League (2013, 2014)

  - składu honorable mention:
    - All D-League (2013)
    - turnieju D-League Showcase (2014)
- Uczestnik meczu gwiazd:
  - D-League (2014)
  - japońskiej B-League (2017)[21]
- Lider D-League w skuteczności rzutów z gry (2013)

## Statystyki w NBA
Na podstawie Hilton Armstrong Statistics. Basketball-Reference.com. [dostęp 2019-11-19]. (ang.).

### Sezon regularny
| Sezon   | Drużyna      | M   | S5 | MPG  | FG%   | 3P%   | FT%   | RPG | APG | SPG | BPG | PPG |
| ------- | ------------ | --- | -- | ---- | ----- | ----- | ----- | --- | --- | --- | --- | --- |
| 2006/07 | New Orleans  | 56  | 5  | 11,3 | 54,4% | –     | 59,7% | 2,7 | 0,2 | 0,2 | 0,5 | 3,1 |
| 2007/08 | New Orleans  | 65  | 3  | 11,3 | 45,3% | –     | 62,9% | 2,5 | 0,4 | 0,2 | 0,5 | 2,7 |
| 2008/09 | New Orleans  | 70  | 29 | 15,6 | 56,1% | 0,0%  | 63,3% | 2,8 | 0,4 | 0,4 | 0,6 | 4,8 |
| 2009/10 | New Orleans  | 18  | 0  | 13,3 | 38,0% | –     | 46,4% | 3,4 | 0,9 | 0,4 | 0,4 | 2,8 |
| 2009/10 | Sacramento   | 6   | 0  | 9,3  | 33,3% | –     | 100%  | 2,3 | 0,3 | 0,3 | 0,7 | 1,7 |
| 2009/10 | Houston      | 9   | 0  | 4,4  | 29,4% | 0,0%  | 0,0%  | 0,7 | 0,3 | 0,6 | 0,0 | 1,1 |
| 2010/11 | Washington   | 41  | 2  | 10,0 | 48,4% | 33,3% | 60,9% | 2,8 | 0,2 | 0,4 | 0,4 | 1,9 |
| 2010/11 | Atlanta      | 12  | 0  | 6,3  | 50,0% | 100%  | 20,0% | 1,4 | 0,3 | 0,3 | 0,4 | 1,3 |
| 2013/14 | Golden State | 15  | 1  | 6,5  | 47,4% | –     | 43,8% | 3,1 | 0,3 | 0,3 | 0,3 | 1,7 |
| Razem   |              | 292 | 40 | 11,6 | 50,1% | 28,6% | 58,2% | 2,6 | 0,3 | 0,3 | 0,5 | 3,0 |

### Play-offy
| Sezon | Drużyna      | M  | S5 | MPG  | FG%   | 3P%  | FT%   | RPG | APG | SPG | BPG | PPG |
| ----- | ------------ | -- | -- | ---- | ----- | ---- | ----- | --- | --- | --- | --- | --- |
| 2008  | New Orleans  | 8  | 0  | 9,0  | 61,5% | –    | 50,0% | 2,5 | 0,0 | 0,0 | 0,8 | 2,6 |
| 2009  | New Orleans  | 4  | 1  | 13,3 | 46,2% | –    | 30,0% | 2,0 | 0,3 | 1,0 | 0,3 | 3,8 |
| 2011  | Atlanta      | 8  | 0  | 4,4  | 20,0% | –    | 50,0% | 1,3 | 0,1 | 0,4 | 0,0 | 0,6 |
| 2014  | Golden State | 7  | 0  | 2,4  | 50,0% | 0,0% | 0,0%  | 0,6 | 0,3 | 0,0 | 0,3 | 1,1 |
| Razem |              | 27 | 1  | 6,6  | 48,7% | 0,0% | 39,3% | 1,6 | 0,1 | 0,3 | 0,3 | 1,8 |

## Statystyki poza NBA
Na podstawie serwisów: Eurobasket.com, Euroleague.net, Basketball-Reference.com, LNB.fr
Stan na koniec sezonu 2013/14
| Sezon   | Drużyna                 | M   | S5 | MPG  | FG%   | 3P%   | FT%   | RPG  | APG | SPG | BPG | PPG  |
| ------- | ----------------------- | --- | -- | ---- | ----- | ----- | ----- | ---- | --- | --- | --- | ---- |
| 2011/12 | ASVEL Basket            | 42  | –  | 25,0 | 60,3% | 0,0%  | 69,6% | 6,8  | 1,1 | 0,9 | 1,0 | 10,8 |
| 2012/13 | Panathinaikos           | 10  | –  | 7,5  | 60,0% | –     | 28,6% | 1,3  | 0,1 | 0,4 | 0,2 | 2,6  |
| 2012/13 | Changsha Bank Guangdong | 23  | –  | 42,4 | 66,0% | –     | 73,4% | 11,3 | 3,1 | 1,7 | 2,6 | 20,4 |
| 2012/13 | Santa Cruz              | 35  | –  | 25,8 | 63,3% | –     | 66,7% | 6,6  | 0,9 | 1,0 | 2,3 | 12,9 |
| 2013/14 | Santa Cruz              | 32  | –  | 26,2 | 55,9% | 33,3% | 74,3% | 7,4  | 1,9 | 0,7 | 1,8 | 12,0 |
| Razem   |                         | 142 | –  | 27,1 | 61,4% | 11,1% | 70,2% | 7,2  | 1,5 | 1,0 | 1,7 | 12,6 |